# Geert Mak
Geert Ludzer Mak (Vlaardingen, 4. prosinca 1946.) nizozemski je pravnik, novinar i pisac. Postao je poznat svojim knjigama o Amsterdamu, Nizozemskoj i Europi. Njegovo najpoznatije djelo je In Europa, kombinacija putopisâ iz europskog kontinenta i povijesti 20. stoljeća. Geert Mak aktivno sudjeluje u javnim diskusijama u Nizozemskoj kao branitelj vrijednosti otvorenog i tolerantnog društva.

## Televizija
U studenom 2007. godine otpočela je ekranizacija njegove knjige In Europa na nizozemskoj televiziji VPRO. Serija od 35 epizoda obrađuje povijest Europe 20. stoljeća i emitirat će se dvije sezone.